# Kent Williams
Kent Robert Williams est un peintre et illustrateur américain, né en 1962. Il est également auteur de romans graphiques (graphic novel en anglais).

## Biographie
Kent Williams est né à New Bern, en Caroline du Nord, en 1962. Il s'inscrit et suit les cours de l'Institut Pratt, une des principales écoles d'art des États-Unis, située dans le quartier de Brooklyn, à New York. Il en sort diplômé en 1984. 
Kent Williams  réside à Los Angeles, avec ses deux fils : Kerig et Ian.

## Publications
De 1983 à 1985, Kent Williams est un illustrateur régulier dans Epic Illustrated, revue d'anthologie de science fiction et de fantasy éditée par Marvel.
Sa contribution sur Epic Illustrated l’amènera à illustrer, de 1985 à 1987, avec Jon J. Muth et George Pratt, la série en douze parties Moonshadow, scénarisée par J.M. DeMatteis. Le titre de ce conte mêlant philosophie et satire est inspirée d'une chanson éponyme de Cat Stevens. Moonshadow sera réédité en 1994 sous le label Vertigo de DC Comics en douze numéros, puis compilé en un seul volume en 1998. Moonshadow sera le premier comic américain édité dont les pages sont entièrement peintes.
En 1987, il collabore de nouveau avec le scénariste J.M. DeMatteis sur une mini-série en quatre parties portant le titre Blood: A Tale, éditée par Marvel sous le label Epic. Cette mini-série sera rééditée par le label Vertigo de DC Comics, en 1996. Dessiné à l'aquarelle, Blood: A Tale est un récit métaphorique sur la rédemption d'un vampire tenant de retrouver son humanité.
En 1988, il co-illustre avec Jon J.Muth un récit édité par le label Epic, Havok & Wolverine: Meltdown, écrit par Walter Simonson et Louise Simonson. Utilisant à la fois le dessin, l'acrylique et l'aquarelle, Kent Williams conçoit les pages dans lesquelles apparait le personnage de Wolverine, Jon J.Muth quant à lui se charge des pages avec le personnage d'Havok. 
Par la suite, Kent Williams devient l'illustrateur régulier des couvertures de la série Hellblazer (#22–24, #28–39) de 1990 à 1991.
Puis, en 1992, il élabore Tell me dark, sur un scénario de Karl Edward Wagner et John Ney Rieber, édité par DC Comics. Tell me dark est un graphic novel sombre, s'inspirant des Fleurs du Mal de Baudelaire, dans lequel un homme tente de retrouver son amour disparu. Sa quête l'entraînera dans les tréfonds des milieux sado-masochistes.
En 1993, il retrouve John Ney Rieber, sur une histoire de Wolverine, intitulée Killing (Marvel).
Ensuite, Williams dessine une courte histoire Fear of Falling, écrite par Neil Gaiman à l'occasion de la publication de Vertigo Preview #1, en 1993, dans laquelle apparait le personnage de Morpheus de la série Sandman.
En 2006, il réalise l'adaptation de The Fountain d'après le script de Darren Aronofsky.  Kent Williams aura recours à l'encre, à la peinture, à la gouache et encore au fusain pour illustrer les différentes périodes du récit.

### Parutions françaises
- JM De Matteis / Kent Williams, Blood, t. 1, Emmanuel Proust (EP), coll. « Atmosphères », 1999, 92 p. (ISBN 978-2-84810-011-1)[6]
- JM De Matteis / Kent Williams, Blood, t. 2, Emmanuel Proust (EP), coll. « Atmosphères », 1999, 83 p. (ISBN 978-2-84810-017-3)
- Karl Wagner / John Ney Reiber / Kent Williams, Tell me dark, Emmanuel Proust (EP), 2000, 76 p. (ISBN 978-2-7024-7888-2)[7]
- Darren Aronofsky / Kent Williams, The Fountain, Emmanuel Proust (EP), 2006, 172 p. (ISBN 978-2-84810-126-2)

## Peinture
Les peintures de Kent Williams ont fait l'objet de nombreuses expositions dans des galeries à travers le monde, dont une en France en octobre 2011, à la galerie Maghen. Ses peintures mêlent à la fois abstraction et figuration, représentant souvent des portraits de personnages en pied dans des contextes irréels ou dans des perspectives en mouvement, voire déformées.

## Prix
- 1990 :  Prix Yellow-Kid de l'auteur étranger, pour l'ensemble de son œuvre